# LRRC3C
LRRC3C (англ. Leucine rich repeat containing 3C) – білок, який кодується однойменним геном, розташованим у людей на довгому плечі 17-ї хромосоми. Довжина поліпептидного ланцюга білка становить 275 амінокислот, а молекулярна маса — 29 314.
| 10         |  | 20         |  | 30         |  | 40         |  | 50         |
| ---------- |  | ---------- |  | ---------- |  | ---------- |  | ---------- |
| MRMTSSSFVS |  | YCTPGLCQFM |  | AMLPTAGHLL |  | PLLLVIGTGG |  | TVPSPQVPPR |
| GCYVAKEAGE |  | RTFRCSQAGL |  | SAVPSGIPND |  | TRKLYLDANQ |  | LASVPAGAFQ |
| HLPVLEELDL |  | SHNALAHLSG |  | AAFQGLEGTL |  | RHLDLSANQL |  | ASVPVEAFVG |
| LQIQVNLSAN |  | PWHCDCALQE |  | VLRQVRLVPG |  | TGTGIVCGSG |  | ARPDLVGQEF |
| LLLAGEEELC |  | GSGWGGARRS |  | TDVALLVTMG |  | GWLTLMVAYL |  | VHYVWQNRDE |
| TRRSLKRAPV |  | LPVRSEDSSI |  | LSTVV      |  |            |  |            |

A: Аланін

C: Цистеїн

D: Аспарагінова кислота

E: Глутамінова кислота

F: Фенілаланін

G: Гліцин

H: Гістидин

I: Ізолейцин

K: Лізин

L: Лейцин

M: Метіонін

N: Аспарагін

P: Пролін

Q: Глутамін

R: Аргінін

S: Серин

T: Треонін

V: Валін

W: Триптофан

Локалізований у мембрані.